# Souris (rivière)
Pour les articles homonymes, voir souris (homonymie).
La rivière Souris (Souris river chez les Canadiens anglophones et aux États-Unis, même si parfois elle est surnommée également "Mouse river" pour son trajet aux États-Unis) est une rivière du centre de l'Amérique du Nord.

## Étymologie
Son appellation lui fut donnée par les premiers trappeurs et coureurs des bois français et Canadiens-français aux XVIIe et XVIIIe siècles.

## Géographie

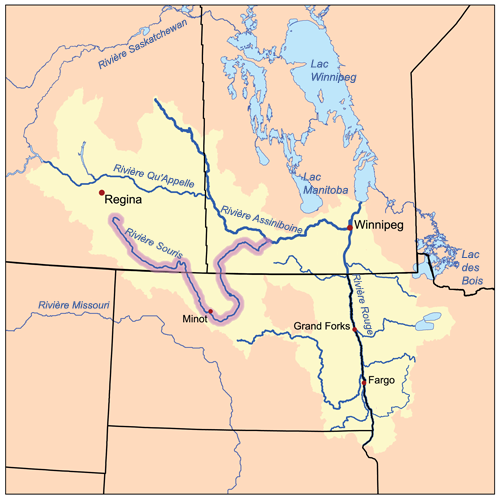
Bassin versant de la Souris.

Son cours est long d'environ 700 km. Elle prend sa source dans la province de la Saskatchewan, puis s'écoule aux États-Unis dans l’État du Dakota du Nord et termine son parcours de nouveau au Canada dans la province du Manitoba. 
La rivière Souris reçoit les eaux de la rivière Des Lacs qui s'écoule depuis sa source canadienne en direction du Dakota où leurs cours d'eau se rejoignent.
Elle se jette à son confluent avec la rivière Assiniboine, à Treesbank près de Brandon, au Manitoba.